# Янтарне (Молдова)
Янтарне (рос. Янтарное; рум. Iantarnoe) — село в Кам'янському районі в Молдові (Придністров'ї). Входить до складу Рашківської сільської ради. 
Більшість населення - українці. Згідно з переписом 2004 року - 59%. 